# Leucatomis lunifera
Leucatomis lunifera là một loài bướm đêm trong họ Noctuidae.